# Suvi Hämäläinen
Suvi Hämäläinen, född den 15 juli 2003, är en finländsk innebandysspelare som spelar för finländska SC Classic och finländska damlandslaget.
Suvi Hämäläinen har med det finländska landslaget tagit ett VM-brons 2019 och ett guld i World Games år 2025.